# Lappula lipskyi
Lappula lipskyi är en strävbladig växtart som beskrevs av Mikhail Grigoríevič Popov. Lappula lipskyi ingår i släktet piggfrön, och familjen strävbladiga växter. Inga underarter finns listade i Catalogue of Life.